# Andrzej Hławiczka
Andrzej Hławiczka (3. května 1866 – 13. července 1914) byl polským folkloristou, hudebníkem, dirigentem a význačnou osobností obrodného hnutí v evangelické církvi na Těšínsku.
Proslul jako autor zpěvníků pro polské obecné školy a zpěvníků duchovních písní. Byl členem autorského kolektivu, připravujícího první (1906) a druhé (1912) vydání zpěvníku Harfa syjońska. Působil též jako varhaník a dirigent kostelního pěveckého sboru v Ježíšově kostele v Těšíně.
Byl otcem hudebního skladatele Karola Hławiczky. Jeho tchánem byl Jerzy Cienciała.

## Fotogalerie

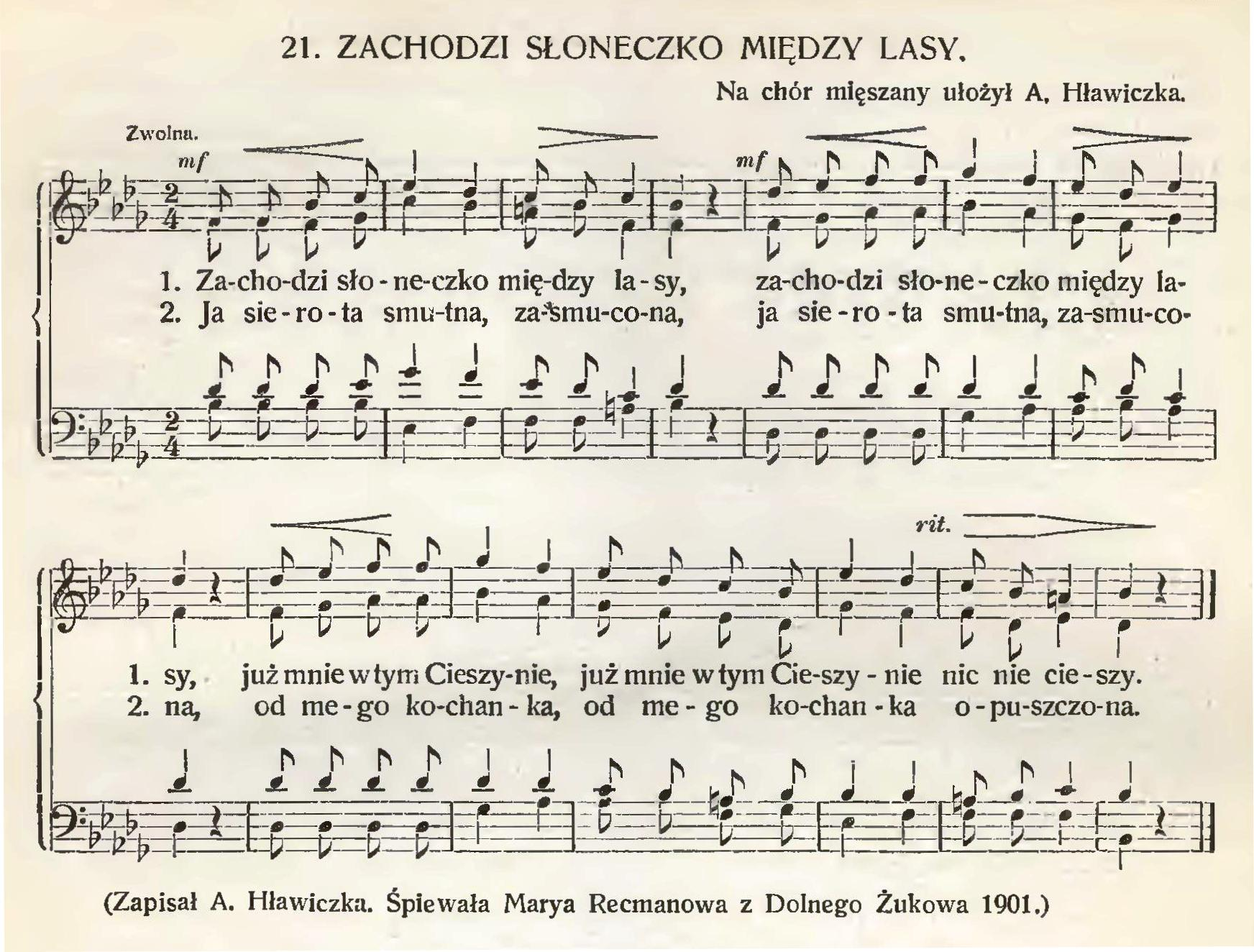
Lidová píseň 'Zachodzi słoneczko' v úpravě A. Hławiczky pro smíšený sbor
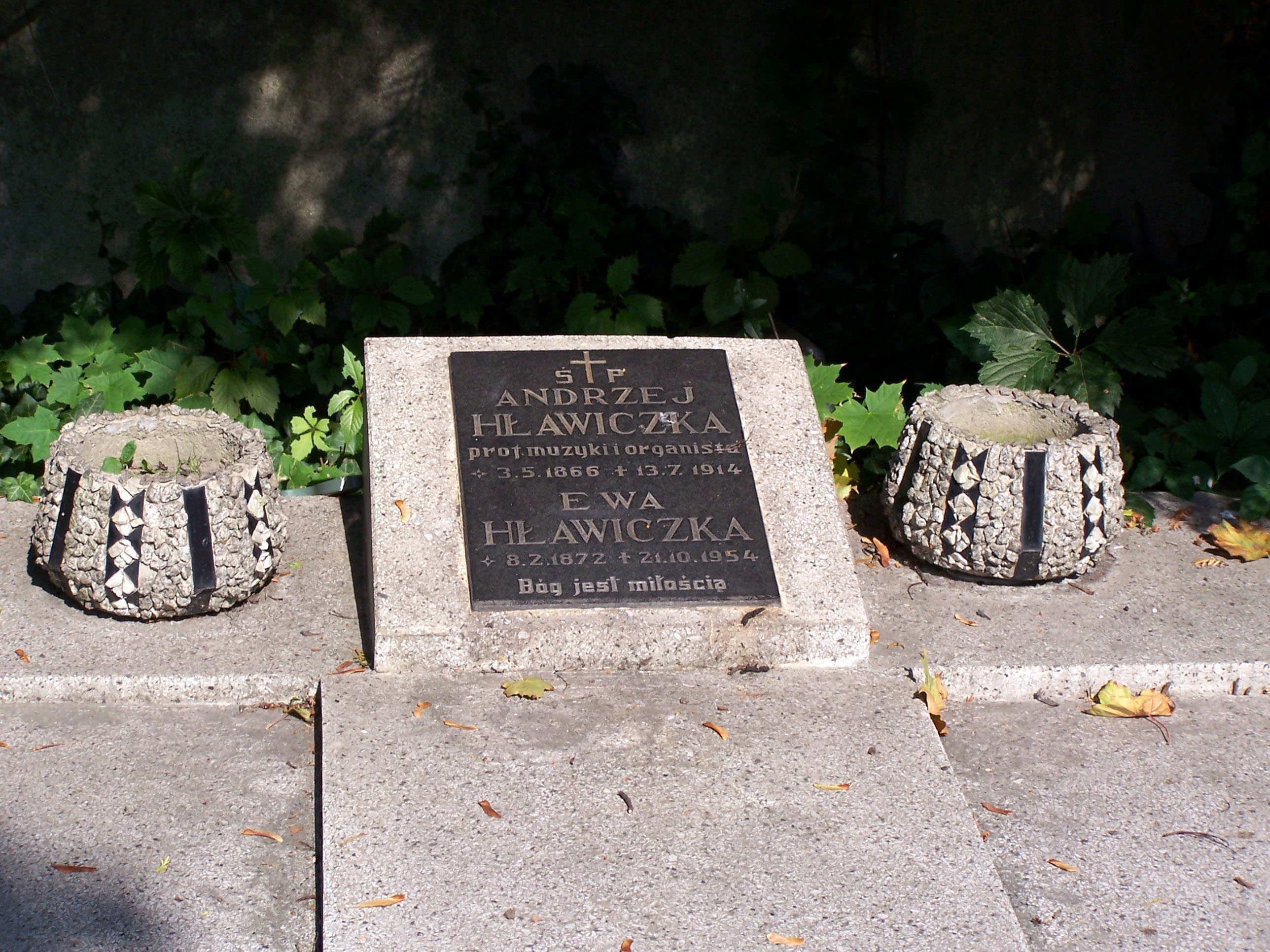
Jeho hrob na evangelickém hřbitově v Těšíně (Polsko)